# Sobre la contradicción

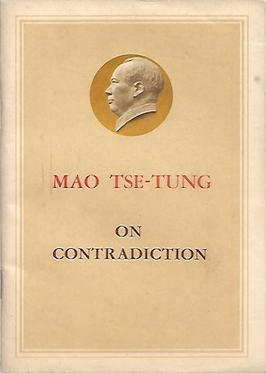
Portada de "Sobre la contradicción" en una edición inglesa de 1967

Sobre la contradicción (chino simplificado: 矛盾 论; chino tradicional: 矛盾 論; pinyin: Máodùn Lùn; lit. 'Discutir la contradicción') es un ensayo de 1937 de Mao Zedong. Junto con Sobre la práctica, forma los cimientos filosóficos de la ideología política que más tarde se convertiría en el maoísmo. Fue escrito en agosto de 1937, como una interpretación de la filosofía del materialismo dialéctico, mientras Mao estaba en su base guerrillera en Yanan. Mao sugiere que todo movimiento y vida es el resultado de una contradicción. Mao divide su artículo en diferentes secciones: las dos visiones del mundo, la universalidad de la contradicción, la particularidad de la contradicción, la contradicción principal y el aspecto principal de la contradicción, la identidad y lucha de los aspectos de la contradicción, el lugar del antagonismo en la contradicción, y finalmente la conclusión. Mao desarrolla aún más el tema presentado en Sobre la contradicción en su discurso Sobre el tratamiento correcto de las contradicciones en el seno del pueblo, de 1957.
Mao describe la existencia como una constante transformación y contradicción. Nada es constante como en la metafísica y solo puede existir a partir de contradicciones opuestas. Utiliza el concepto de contradicción para explicar diferentes períodos históricos y eventos sociales chinos. La forma de Mao de hablar sobre la contradicción crea un concepto modificado que produjo el ideal del marxismo chino. Este texto continúa influyendo y educando a los marxistas chinos.

## Antecedentes históricos
Mao inicialmente tenía puntos de vista similares a los de un reformista o nacionalista. Más tarde dijo que se convirtió en marxista en 1919 cuando hizo un segundo viaje a Pekín, aunque no había declarado su nueva creencia en ese momento. En 1920, conoció a Chen Duxiu en Shanghái y discutió la filosofía marxista china. Mao finalmente se movió oficialmente hacia su nueva ideología cuando el Movimiento de Autogobierno de Hunan fracasó. Encontró un enfoque más razonable para arreglar los problemas de la sociedad en el marxismo. Una vez dijo: "La lucha de clases, algunas clases triunfan, otras son eliminadas". Comprendió la necesidad de ideas y luchas marxistas para enfrentar más eficazmente al mundo en desarrollo.
Algunos de los puntos planteados en "Sobre la contradicción" fueron extraídos y ampliados de notas de conferencias que Mao presentó en 1937 en la Universidad Contra-Japonesa de Yan'an. El documento generó mucha controversia y debate, y algunos pensaron que Mao no había escrito el documento en absoluto. La investigación de Mao se concentró en piezas de filósofos marxistas chinos. El filósofo más influyente que Mao estudió fue Ai Siqi. Mao no sólo leyó las obras de Ai, sino que también lo conoció personalmente. Mao estudió el marxismo diligentemente en el año anterior a escribir sus "Notas de conferencia sobre materialismo dialéctico". Revisó y anotó la nueva filosofía de la Unión Soviética para comprender activamente el concepto de materialismo dialéctico.

## Fundamentos de la contradicción y su historia
En el materialismo dialéctico, la contradicción, como la deriva de Karl Marx[cita requerida] se refiere a una oposición de fuerzas sociales. Este concepto es uno de los tres puntos principales del marxismo. Mao sostuvo que el capitalismo es internamente contradictorio porque las diferentes clases sociales tienen objetivos colectivos en conflicto. Estas contradicciones provienen de la estructura social de la sociedad y conducen inherentemente al conflicto de clases, la crisis económica y, finalmente, la revolución, el derrocamiento del orden existente y la ascensión de las clases anteriormente oprimidas al poder político. "La dialéctica afirma que nada es permanente y todas las cosas perecen en el tiempo". La dialéctica es la "lógica del cambio" y puede explicar los conceptos de evolución y transformación. El materialismo se refiere a la existencia de un solo mundo. También verifica que las cosas pueden existir sin la mente. Las cosas existían mucho antes de que los humanos tuvieran conocimiento de ellas. Para los materialistas, la conciencia es la mente y existe dentro del cuerpo en lugar de aparte de él. Todas las cosas están hechas de materia. El materialismo dialéctico combina los dos conceptos en un importante ideal marxista. Mao vio la dialéctica como el estudio de la contradicción basado en una declaración hecha por Lenin.

## Las dos perspectivas del mundo
Las dos visiones opuestas del mundo, tal como las definió Mao, son los conceptos metafísicos y dialécticos. Durante mucho tiempo, la visión metafísica fue sostenida tanto por chinos como por europeos. Finalmente, en Europa, el proletariado desarrolló la perspectiva materialista dialéctica, y la burguesía se opuso a la visión. Mao se refiere a los metafísicos como "evolucionistas vulgares". Creen en un mundo estático e inmutable donde las cosas se repiten en lugar de cambiar con la historia. No puede explicar el cambio y el desarrollo a lo largo del tiempo. En dialéctica, las cosas se entienden por su cambio interno y su relación con otros objetos. La contradicción dentro de un objeto alimenta su desarrollo y evolución. Hegel desarrolló un idealismo dialéctico antes de que Marx y Engels combinaran la dialéctica con el materialismo, y Lenin y Stalin lo desarrollaran aún más. Con el materialismo dialéctico podemos ver las diferencias concretas entre los objetos y comprender mejor su crecimiento.

## La universalidad de la contradicción
El "carácter absoluto de la contradicción tiene un doble significado. Una es que existe contradicción en el proceso de desarrollo de todas las cosas, y la otra es que en el proceso de desarrollo de cada cosa existe un movimiento de opuestos de principio a fin. La contradicción es la base de la vida y la impulsa hacia adelante. Ningún fenómeno puede existir sin su opuesto contradictorio, como la victoria y la derrota. La "unidad de los opuestos" permite un equilibrio de contradicción. Un ejemplo más básico del ciclo de contradicción es la vida y la muerte. Hay contradicciones que se pueden encontrar en la mecánica, las matemáticas, la ciencia, la vida social, etc. Deborin afirma que solo se encuentra diferencia en el mundo. Mao combate este dicho de que la diferencia se compone de contradicción y es contradicción. "Ninguna sociedad, pasada, presente o futura, podía escapar de las contradicciones, porque esta era una característica de toda la materia en el universo".

## La particularidad de la contradicción
Mao encuentra que la mejor manera de hablar de la relatividad de la contradicción es mirarla en varias partes diferentes. "La contradicción en cada forma de movimiento de la materia tiene su particularidad". Esta contradicción es la esencia de una cosa. Cuando uno puede identificar la esencia particular, uno puede entender el objeto. Estas contradicciones particulares también diferencian un objeto de otro. El conocimiento se desarrolla a partir de la cognición que puede pasar de lo general a lo particular o de particular a lo general. Cuando los viejos procesos cambian, surgen nuevos procesos y contradicciones. Cada contradicción tiene su propia forma de ser resuelta, y la resolución debe encontrarse de acuerdo con la contradicción particular. Las contradicciones particulares también tienen aspectos particulares que tienen formas específicas de ser manejadas. Mao cree que uno debe mirar las cosas objetivamente cuando se revisa un conflicto. Cuando uno es parcial y subjetivo, él o ella no puede entender completamente las contradicciones y aspectos de un objeto. Esta es la forma en que la gente debe ir "estudiando la particularidad de cualquier tipo de contradicción: la contradicción en cada forma de movimiento de la materia, la contradicción en cada uno de sus procesos de desarrollo, los dos aspectos de esa contradicción en cada proceso, la contradicción en cada etapa de un proceso y los dos aspectos de la contradicción en cada etapa". La universalidad y particularidad de una contradicción puede ser vista como el carácter general e individual de una contradicción. Estos dos conceptos dependen el uno del otro para su existencia. Mao dice que la idea de estos dos personajes es necesaria para entender la dialéctica.

## La contradicción principal y el aspecto principal de la contradicción
Esta asignatura se centra en el concepto de una contradicción que permite que existan otras contradicciones. Por ejemplo, en una sociedad capitalista, la contradicción entre el proletariado y la burguesía permite las otras contradicciones, como la que existe entre los imperialistas y sus colonias. Siempre hay una sola contradicción principal; Sin embargo, las contradicciones pueden intercambiar lugares de importancia. Al observar numerosas contradicciones, uno debe entender qué contradicción es superior. También hay que recordar que las contradicciones principales y no principales no son estáticas y, con el tiempo, se transformarán entre sí. Esto también causa una transformación de la naturaleza de la cosa, porque la contradicción principal es lo que define principalmente la cosa. Estas dos contradicciones diferentes demuestran que nada se crea por igual al mostrar la falta de equilibrio que permite que una contradicción sea superior a otra. Mao utiliza ejemplos en la historia y la sociedad chinas para simbolizar el concepto de una contradicción principal y su continuo cambio. "Ni la opresión imperialista de las colonias ni el destino de las colonias para sufrir bajo esa opresión pueden durar para siempre". Basado en la idea de contradicción, un día, la opresión terminará y las colonias ganarán poder y libertad.

## La identidad y la lucha de los aspectos de la contradicción
Mao define la identidad como dos pensamientos diferentes: los dos aspectos de la contradicción coexisten y los aspectos pueden transformarse el uno en el otro. Cualquier aspecto depende de la existencia de al menos otro aspecto. Sin muerte, no podría haber vida; Sin infelicidad, no podría haber alegría. Mao considera que el punto más importante es también un factor de identidad; Las contradicciones pueden transformarse entre sí. En ciertas situaciones y bajo ciertas condiciones, las contradicciones coexisten y cambian entre sí. La identidad separa las contradicciones y permite la lucha entre las contradicciones; La identidad es la contradicción. Las dos contradicciones en un objeto inspiran dos formas de movimiento, el descanso relativo y el cambio conspicuo. Inicialmente, un objetivo cambia cuantitativamente y parece estar en reposo. Eventualmente, la culminación de los cambios del movimiento inicial hace que el objeto parezca estar cambiando visiblemente. Los objetos están constantemente pasando por este proceso de movimiento; Sin embargo, la lucha entre opuestos ocurre en ambos estados y solo se resuelve en el segundo. La transformación está motivada por la unidad entre contradicciones. La condición particular de movimiento y la condición general de movimiento son condiciones bajo las cuales las contradicciones pueden moverse. Este movimiento es absoluto y se considera una lucha.

## El lugar del antagonismo en contradicción
Contradicción antagónica (chino: 矛盾; pinyin: máodùn) es la imposibilidad de compromiso entre diferentes clases sociales. El término generalmente se atribuye a Vladimir Lenin, aunque es posible que nunca haya usado el término en ninguna de sus obras escritas. El término se aplica con mayor frecuencia en la teoría maoísta, que sostiene que las diferencias entre las dos clases primarias, la clase obrera / proletariado y la burguesía son tan grandes que no hay manera de lograr una reconciliación de sus puntos de vista. Debido a que los grupos involucrados tienen preocupaciones diametralmente opuestas, sus objetivos son tan disímiles y contradictorios que no se puede encontrar una resolución mutuamente aceptable. Las contradicciones no antagónicas pueden resolverse a través del mero debate, pero las contradicciones antagónicas sólo pueden resolverse a través de la lucha. En el maoísmo, la contradicción antagónica era generalmente la que existía entre el campesinado y la clase terrateniente. Mao Zedong expresó sus puntos de vista sobre la política en su famoso discurso de febrero de 1957 Sobre el manejo correcto de las contradicciones entre el pueblo. Mao se centra en la contradicción antagónica como la "lucha de los opuestos". Es un concepto absoluto y universal. Cuando uno trata de resolver el conflicto de contradicciones antagónicas, uno debe encontrar su solución basada en cada situación. Como en cualquier otro concepto, hay dos lados. Puede haber contradicciones antagónicas y contradicciones no antagónicas. La contradicción y el antagonismo no son iguales y uno puede existir sin el otro. Además, las contradicciones no tienen que convertirse en contradicciones antagónicas. Un ejemplo de antagonismo y no antagonismo se puede encontrar en dos estados opuestos. Pueden luchar continuamente y estar en desacuerdo debido a sus ideologías opuestas, pero no siempre estarán en guerra entre sí. Evitar el antagonismo requiere un espacio abierto que permita que las contradicciones emerjan y se resuelvan objetivamente. Las contradicciones no antagónicas "existen entre 'el pueblo'", y las contradicciones antagónicas son "entre el enemigo y el pueblo".

## Conclusión
En la conclusión, Mao resume todos los puntos que se hicieron en su ensayo. La ley de las contradicciones es una base fundamental para el pensamiento materialista dialéctico. La contradicción está presente en todas las cosas y permite que todos los objetos existan. La contradicción depende de que existan otras contradicciones y puede transformarse en otra contradicción. Las contradicciones están separadas por la superioridad y a veces pueden tener relaciones antagónicas entre sí. Cada contradicción es particular a ciertos objetos y da identidad a los objetos. Comprender todos los puntos de Mao le dará a uno una comprensión de este denso tema del pensamiento marxista.

## Influencia
Sobre la contradicción, junto con el texto de Mao Sobre la práctica, elevaron la reputación de Mao como teórico marxista.: 37 Después de que Mao fuera celebrado en el Bloque del Este tras la intervención de China en la Guerra de Corea, ambos textos fueron ampliamente leídos en la URSS.: 38 
En abril de 1960, el ministro de Petróleo, Yu Qiuli, afirmó que Sobre la contradicción (junto con Sobre la práctica ) sería el núcleo ideológico de la campaña para desarrollar el campo petrolífero de Daqing en el noreste de China.: 150 Los esfuerzos de Yu para movilizar a los trabajadores en Daqing se centraron en la motivación ideológica más que en incentivos materiales.: 52–53 El Ministerio de la Industria del Petróleo envió miles de copias de los textos por avión para que cada trabajador petrolero de Daqing tuviera copias y para que las unidades de trabajo establecieran cada uno sus propios grupos de estudio.: 150  La finalización exitosa de Daqing a pesar de las duras condiciones climáticas y las limitaciones de suministro se convirtió en un modelo presentado por el Partido Comunista como ejemplo durante las campañas de industrialización posteriores.: 52–54 

## Citas
"El conocimiento del hombre de la materia es el conocimiento de sus formas de movimiento, porque no hay nada en este mundo excepto la materia en movimiento y este movimiento debe asumir ciertas formas".